# ホセ・アカスソ
ホセ・ハビエル・アカスソ（José Javier Acasuso, 1982年10月20日 - ）は、アルゼンチン・ミシオネス州ポサーダス出身の男子プロテニス選手。「チュチョ」（Chucho）という愛称がある。ATPツアーでシングルス3勝、ダブルス5勝を挙げた。彼は男子テニス国別対抗戦デビスカップアルゼンチン代表選手として、2006年と2008年の2度チームを準優勝に導いた。4大大会では、2005年全仏オープン男子シングルス4回戦進出が自己最高成績である。自己最高ランキングはシングルス20位、ダブルス27位。私生活では左利きだが、テニスだけは右利きで、バックハンド・ストロークは片手打ち。「アカスーソ」の表記も多い。

## 来歴
アカスソは祖父が経営するテニスクラブで、2歳の時からテニスを始めた。少年時代はテニスとバスケットボールをプレーしていたが、12歳の時にテニスへの専念を決意する。1999年に17歳でプロ入り。2002年7月、オレンジ・ワルシャワ・オープン決勝で同じアルゼンチンのフランコ・スキラーリを2-6, 6-1, 6-3で破り、ツアー初優勝を果たす。2004年にシングルス・ダブルスで1勝ずつを獲得。2005年全仏オープン男子シングルスでアカスソは4回戦に進出し、ここで4大大会の自己最高成績を出した。2回戦で第3シードのアンディ・ロディックを3-6, 4-6, 6-4, 6-3, 8-6の大逆転で破った。4回戦では同じアルゼンチンのマリアノ・プエルタに4-6, 1-6, 1-6のストレートで完敗した。この年はダブルスで同じアルゼンチンのセバスティアン・プリエトと組んだ優勝が2つある。
ホセ・アカスソがデビスカップアルゼンチン代表となったのは、ようやく2006年になってからである。アカスソは最上位カテゴリーのワールドグループの1回戦・準々決勝・準決勝・決勝戦のすべてに起用され、アルゼンチン代表を1981年以来25年ぶり2度目の決勝に導いた。決勝のロシア戦は、モスクワにあるオリンピック・スタジアムで行われた。2勝2敗で迎えた最終第5試合のシングルス戦に起用されたアカスソは、最後の大詰めの舞台でマラト・サフィンに3-6, 6-3, 3-6, 6-7で敗れてしまい、アルゼンチンは25年ぶりのチャンスを逃した。2年後の2008年、アルゼンチン代表は2年ぶり3度目の決勝進出を果たす。今度はホームでスペインを迎えたが、ここでもアカスソがシングルス第4試合でフェルナンド・ベルダスコに3-6, 7-6, 6-4, 3-6, 1-6のフルセットで敗れ、初優勝はならなかった。
その後はランキングを大きく落としてしまいATPチャレンジャーツアーを中心に転戦していた。2011年全仏オープンの予選1回戦で敗退した試合が最後の出場になり、2012年2月に現役引退を正式に発表した。

## ATPツアー決勝進出結果

### シングルス: 11回 (3勝8敗)
| 大会グレード                                  |
| グランドスラム (0-0)                          |
| テニス・マスターズ・カップ (0-0)              |
| ATPマスターズシリーズ (0-0)                   |
| ATPインターナショナルシリーズ・ゴールド (0-1) |
| ATPインターナショナルシリーズ (3–7)           |

| サーフェス別タイトル |
| ハード (0–0)         |
| クレー (3-8)         |
| 芝 (0-0)             |
| カーペット (0-0)     |

| 結果   | No. | 決勝日        | 大会                 | サーフェス | 対戦相手                 | スコア                     |
| ------ | --- | ------------- | -------------------- | ---------- | ------------------------ | -------------------------- |
| 準優勝 | 1.  | 2001年2月25日 | ブエノスアイレス     | クレー     | グスタボ・クエルテン     | 1–6, 3–6                   |
| 優勝   | 1.  | 2002年7月22日 | ソポト               | クレー     | フランコ・スキラーリ     | 2–6, 6–1, 6–3              |
| 準優勝 | 2.  | 2002年9月9日  | ブカレスト           | クレー     | ダビド・フェレール       | 3–6, 2–6                   |
| 準優勝 | 3.  | 2002年9月29日 | パレルモ             | クレー     | フェルナンド・ゴンサレス | 7–5, 3–6, 1–6              |
| 準優勝 | 4.  | 2004年8月15日 | ソポト               | クレー     | ラファエル・ナダル       | 3–6, 4–6                   |
| 優勝   | 2.  | 2004年9月19日 | ブカレスト           | クレー     | イーゴリ・アンドレエフ   | 6–3, 6–0                   |
| 優勝   | 3.  | 2006年2月5日  | ビニャ・デル・マール | クレー     | ニコラス・マスー         | 6–4, 6–3                   |
| 準優勝 | 5.  | 2006年7月17日 | シュトゥットガルト   | クレー     | ダビド・フェレール       | 4–6, 6–3, 7–6(3), 5–7, 4–6 |
| 準優勝 | 6.  | 2007年8月5日  | ソポト               | クレー     | トミー・ロブレド         | 5–7, 0–6                   |
| 準優勝 | 7.  | 2008年2月24日 | ブエノスアイレス     | クレー     | ダビド・ナルバンディアン | 6–3, 6–7(5), 4–6           |
| 準優勝 | 8.  | 2009年2月8日  | ビニャ・デル・マール | クレー     | フェルナンド・ゴンサレス | 1–6, 3–6                   |

### ダブルス: 11回 (5勝6敗)
| 結果   | No. | 決勝日        | 大会                 | サーフェス    | パートナー                     | 対戦相手                                          | スコア            |
| ------ | --- | ------------- | -------------------- | ------------- | ------------------------------ | ------------------------------------------------- | ----------------- |
| 準優勝 | 1.  | 2004年7月18日 | アメルスフォールト   | クレー        | ルイス・オルナ                 | ヤロスラフ・レビンスキー ダビド・シュコッホ       | 0–6, 6-2, 5–7     |
| 優勝   | 1.  | 2004年7月24日 | ウマグ               | クレー        | フラビオ・サレッタ             | ヤロスラフ・レビンスキー ダビド・シュコッホ       | 4–6, 6–2, 6–4     |
| 準優勝 | 2.  | 2004年9月13日 | ブカレスト           | クレー        | オスカル・エルナンデス         | ルーカス・アーノルド・カー マリアノ・フッド       | 6–7, 1–6          |
| 準優勝 | 3.  | 2005年2月7日  | ブエノスアイレス     | クレー        | セバスティアン・プリエト       | フランティシェク・チェルマク レオシュ・フリードル | 2–6, 5–7          |
| 準優勝 | 4.  | 2005年2月14日 | コスタ・ド・サイペ   | クレー        | イグナシオ・ゴンサレス・キング | フランティシェク・チェルマク レオシュ・フリードル | 4–6, 4–6          |
| 準優勝 | 5.  | 2005年7月11日 | ボースタード         | クレー        | セバスティアン・プリエト       | ヨナス・ビョルクマン ヨアキム・ヨハンソン         | 2–6, 3–6          |
| 優勝   | 2.  | 2005年7月18日 | シュトゥットガルト   | クレー        | セバスティアン・プリエト       | マリアノ・フッド トミー・ロブレド                 | 7–6(4), 6–3       |
| 優勝   | 3.  | 2005年9月12日 | ブカレスト           | クレー        | セバスティアン・プリエト       | ビクトル・ハネスク アンドレイ・パベル             | 6–3, 4–6, 6–3     |
| 準優勝 | 6.  | 2005年10月3日 | メス                 | ハード (室内) | セバスティアン・プリエト       | ファブリス・サントロ ミカエル・ロドラ             | 2-6, 5-3, 4-5(4)  |
| 優勝   | 4.  | 2006年2月5日  | ビニャ・デル・マール | クレー        | セバスティアン・プリエト       | フランティシェク・チェルマク レオシュ・フリードル | 7–6(2), 6–4       |
| 優勝   | 5.  | 2008年2月2日  | ビニャ・デル・マール | クレー        | セバスティアン・プリエト       | マキシモ・ゴンザレス フアン・モナコ               | 6–1, 3–0 途中棄権 |

## 4大大会シングルス成績
略語の説明
| W | F | SF | QF | #R | RR | Q# | LQ | A | Z# | PO | G | S | B | NMS | P | NH |

W=優勝, F=準優勝, SF=ベスト4, QF=ベスト8, #R=#回戦敗退, RR=ラウンドロビン敗退, Q#=予選#回戦敗退, LQ=予選敗退, A=大会不参加, Z#=デビスカップ/BJKカップ地域ゾーン, PO=デビスカップ/BJKカッププレーオフ, G=オリンピック金メダル, S=オリンピック銀メダル, B=オリンピック銅メダル, NMS=マスターズシリーズから降格, P=開催延期, NH=開催なし.
| 大会           | 2000 | 2001 | 2002 | 2003 | 2004 | 2005 | 2006 | 2007 | 2008 | 2009 | 2010 | 2011 | 通算成績 |
| -------------- | ---- | ---- | ---- | ---- | ---- | ---- | ---- | ---- | ---- | ---- | ---- | ---- | -------- |
| 全豪オープン   | A    | A    | 2R   | 2R   | 1R   | 1R   | 1R   | 1R   | 1R   | A    | 1R   | A    | 2–8      |
| 全仏オープン   | LQ   | 2R   | 1R   | 1R   | A    | 4R   | 2R   | 1R   | 2R   | 2R   | LQ   | LQ   | 7–8      |
| ウィンブルドン | A    | 1R   | 1R   | 1R   | 1R   | 1R   | A    | A    | A    | 1R   | A    | A    | 0–6      |
| 全米オープン   | A    | 1R   | 1R   | 1R   | 1R   | 2R   | 1R   | 2R   | 2R   | 3R   | A    | A    | 5–9      |